# Vĩnh Tiến, Vĩnh Lộc
Vĩnh Tiến là một xã thuộc huyện Vĩnh Lộc, tỉnh Thanh Hóa, Việt Nam.
Xã Vĩnh Tiến có diện tích 4,9 km², dân số năm 1999 là 4546 người, mật độ dân số đạt 928 người/km².